# 翟志海
翟志海（1962年—），河北井陉人，汉族，中华人民共和国政治人物、第十二届全国人民代表大会河北地区代表。

## 生平
毕业于北京师范大学，加入民革。2013年，被选为全国人大代表。